# Velké Dářko
Der Velké Dářko (deutsch Großer Zdarskoteich) ist ein Teich in Ostböhmen. Er liegt am südwestlichen Fuße der Saarer Berge etwa acht Kilometer nördlich der Stadt Žďár nad Sázavou auf dem Gebiet der Gemeinde Polnička in einem Urstromtal in Tschechien.

## Geographie
Im nördlichen Bereich ist der Teich von Mooren umgeben. Östlich von Radostín besteht an einem kleinen Zufluss eine Bifurkation zum Štířový potok, einem Zufluss der Doubrava. Nach Süden schließt sich der Nový rybník an. Dieser Bereich, an dem die Feriensiedlungen Velké Dářko und Nový Mlýn liegen, dient Erholungszwecken. Der Velké Dářko wird häufig fälschlicherweise als Quelle der Sázava angegeben.
Um den vollständig von Wäldern umgebenen Teich befinden sich die Orte Radostín, Karlov, Škrdlovice, Polnička und Račín.

## Geschichte
Der künstliche Teich wurde 1480 angelegt. Der Abt Linhart des Klosters Saar überließ am 15. Jänner 1480 die wüste Flur Darko dem Troppauer Herzog Viktorin zur Anlegung eines Fischteiches. Als Ausgleich erhielt das Kloster daraus zu jedem Anlass zwanzig Schock Karpfen.
Die Wasserfläche beträgt im Normalfall 171,2 ha, damit fasst der Teich 3,37 Millionen m³ Wasser. Das maximale Fassungsvermögen liegt bei 5,15 Millionen m³. Seit Beginn des 20. Jahrhunderts wurde der südliche Bereich des Velké Dářko und der Nový rybník zu einem Erholungsgebiet.